# Jaromír Tauchen
Jaromír Tauchen (* 23. červenec 1981 Sušice) je český právník, právní historik, soudní tlumočník jazyka německého, překladatel a docent na Právnické fakultě Masarykovy univerzity v Brně a vedoucí její Katedry dějin státu a práva. Je autor celé řady prací vztahující se k německým právním dějinám a k dějinám protektorátního práva.

## Akademická dráha
V roce 2005 absolvoval Právnickou fakultu Masarykovy univerzity. V roce 2007 získal titul JUDr. a v roce 2009 zakončil doktorské studium (obor dějiny práva a římské právo) ziskem titulu Ph.D. (disertační práce věnovaná historii nacistického trestního soudnictví). Absolvoval rovněž Filosofickou fakultu Masarykovy univerzity, obor germanistika, historie. V rámci svých četných zahraničních studijních a výzkumných pobytů studoval na německých a rakouských univerzitách (Innsbruck, Konstanz, Passau, Regensburg, Münster, Wien). V letech 2005–2006 absolvoval LL.M. studium zaměřené na evropské právo a evropskou integraci na univerzitě v Drážďanech. V roce 2017 byl jmenován docentem pro obor dějin státu a práva. Jako habilitační práci předložil monografii "Práce a její právní regulace v Protektorátu Čechy a Morava (1939-1945)".

## Současnost
Od roku 2006 vyučuje na Katedře dějin státu a práva Právnické fakulty Masarykovy univerzity semináře z právních dějin a římského práva a další předměty vyučované především v německém jazyce (Tschechische und tschechoslowakische Rechtsgeschichte, Deutsche Rechtsgeschichte, Geschichte der Integration in Europa).
Zabývá se především německými a rakouskými právními dějinami s těžištěm na období národního socialismu a dějinami Němců v českých zemích. Ve své vědecké činnosti se věnuje rovněž pozitivnímu právu a právní komparatistice se zaměřením na německy mluvící země. Výsledky své vědecké práce publikuje především v Časopise pro právní vědu a praxi a dalších odborných periodikách v Česku i v zahraniční. Docent Tauchen je členem Komory soudních tlumočníků České republiky, Deutsch-Tschechische Juristenvereinigung e.V, a aktivně je činný v mezinárodní organizaci The European Society for History of Law (funkce tajemníka). Náleží mezi zakládající členy Dezső-Márkus-Forschungsgruppe für Vergleichende Rechtsgeschichte.

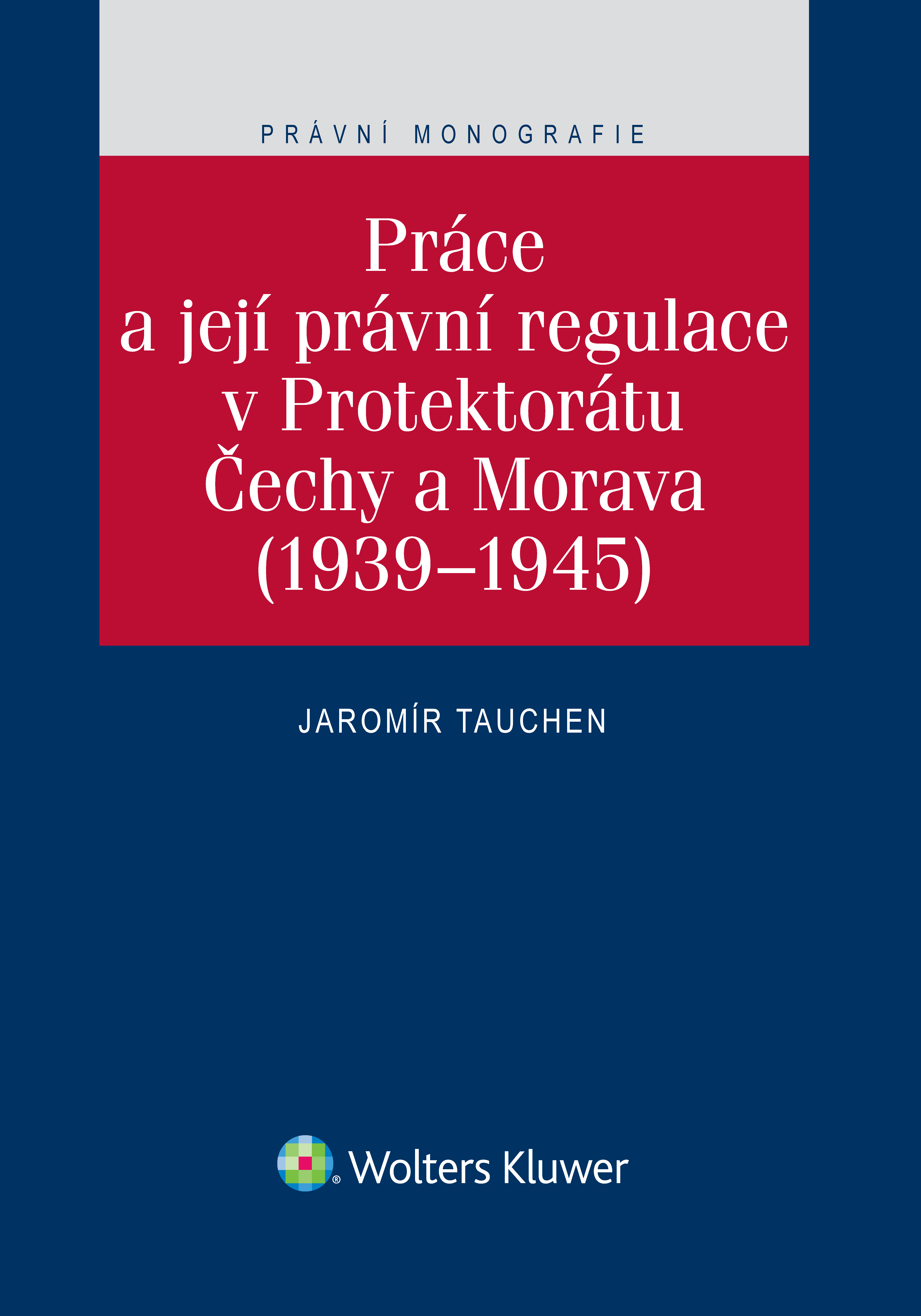
Obálka knihy Práce a její právní regulace v Protektorátu Čechy a Morava (1939-1945)

Od roku 2010 je členem redakční rady časopisu Journal on European History of Law, členem vědecké rady a hlavním editorem Encyklopedie českých právních dějin, redaktorem Bulletinu Evropské společnosti pro právní dějiny a od roku 2015 pak i členem mezinárodní vědecké rady rakouského časopisu Beiträge zur Rechtsgeschichte Österreichs, který vydává Rakouská akademie věd ve Vídni.

## Některé publikace
- Vojáček, Ladislav – Schelle, Karel – Tauchen, Jaromír. Dějiny Právnické fakulty Masarykovy univerzity 1919-2019. Díl 1, 1919-1989. Brno: Masarykova univerzita, 2019. 574 s. ISBN 978-80-210-9240-2
- Schelle, Karel – Adamová, Karolina – Tauchen, Jaromír - Lojek, Antonín. Velké dějiny zemí Koruny české. Tematická řada. Právo. Praha, Paseka, 2017. 752 s., ISBN 978-80-7432-749-0
- Tauchen, Jaromír. Práce a její právní regulace v protektorátu Čechy a Morava (1939-1945). Praha, Wolters Kluwer, 2016, 456 s. ISBN 978-80-7552-304-4
- Schelle, Karel – Tauchen, Jaromír (eds.) Encyklopedie českých právních dějin, I. svazek A – Č . Plzeň, Aleš Čeněk, 2015, 972 s., ISBN 978-80-7380-562-3
- Adamová, Karolina – Schelle, Karel – Lojek, Antonín - Tauchen, Jaromír. Velké dějiny zemí Koruny české. Tematická řada. Stát. Praha, Paseka, 2015. 652 s., ISBN 978-80-7432-652-3
- Schelle, Karel – Tauchen, Jaromír. Vývoj konstitucionalismu v českých zemích (2 svazky). Praha, Linde a.s., 2013, 2800 s., ISBN 978-80-7201-927-4
- Vojáček, Ladislav – Schelle, Karel – Tauchen, Jaromír a kol. Vývoj soukromého práva na území českých zemí (2 díly). Brno: Masarykova univerzita, 2012, 616 s. a 411 s. ISBN 978-80-210-6006-7
- Tauchen, Jaromír (člen autor. kol.). Nástin právních dějin. Brno, Masarykova univerzita, 2011, 322 s., ISBN 978-80-210-5462-2
- Tauchen, Jaromír. Vývoj trestního soudnictví v Německu v letech 1933 - 1945, Brno, The European Society for History of Law, 2010, 186 s., ISBN 978-80-904522-2-0
- Tauchen, Jaromír (člen autor. kol.). Protektorát Čechy a Morava – jedna z nejtragičtějších kapitol českých novodobých dějin (vybrané problémy). Brno, The European Society for History of Law, 2010, 139 s., ISBN 978-80-904522-0-6
- Schelle, Karel – Tauchen, Jaromír. Grundriss der Tschechoslowakischen Rechtsgeschichte. München (SRN), Verlag Dr. Hut, 2009, 196 s., ISBN 978-3-89963-935-3
- Schelle, Karel – Tauchen, Jaromír. Recht und Verwaltung im Protektorat Böhmen und Mähren. München (SRN), Verlag Dr. Hut, 2009, 124 s., ISBN 978-3-89963-935-3
- Vojáček, Ladislav – Schelle, Karel – Tauchen, Jaromír – Veselá, Renata.Geschichte von Integrationskonzeptionen in Europa bis 1945. München (SRN), Verlag Dr. Hut, 2009. 115 s., ISBN 978-3-86853-065-0
- Tauchen, Jaromír (člen autor. kol.). Meziválečné Československo a Evropa. Ostrava, KEY Publishing, 2008, 100 s. ISBN 978-80-87071-98-4
- Tauchen, Jaromír (člen autor. kol.). Evropské právní dějiny. Brno, Masarykova univerzita, 2009, 253 s., ISBN 978-80-210-5087-7